# The Forme of Cury
The Forme of Cury est un livre de cuisine rédigé en moyen anglais à la fin du XIVe siècle. Il subsiste dans neuf manuscrits, dont deux en font l'œuvre des « maîtres queux » du roi Richard II d'Angleterre, et contient environ deux cents recettes.

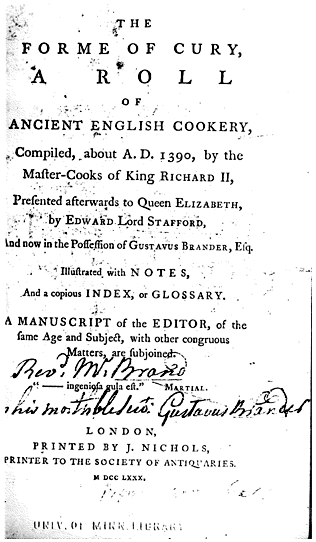
Page de titre du Forme of Cury dans l'édition de Samuel Pegge (1780).

Sa première édition moderne, réalisée par Samuel Pegge, date de 1780.